# Зефирин
Зефирин (на латински: Zephyrinus) е римски папа от 198 г. до 20 декември 217 г.